# 佐々木康雄
佐々木 康雄（ささき やすお、1980年4月29日 - ）は、2000年代前半に活躍した日本のタレント。東京都あきる野市出身。血液型はAB型。
小俣順一（コマ）・関根禎剛（サダ）とともに「T3」を結成し「ヤスオ」として活躍した。芸能事務所は田辺エージェンシーに当時所属していた。
「T3」として第11代いいとも青年隊として『笑っていいとも!』（フジテレビ）に2000年4月3日初出演し、2003年3月28日まで担当した。
現在は八王子市のダンススクールで講師として働いている。